# Caraphia granulifera
Caraphia granulifera är en skalbaggsart som beskrevs av Holzschuh 1984. Caraphia granulifera ingår i släktet Caraphia och familjen långhorningar.
Artens utbredningsområde är Nepal. Inga underarter finns listade.